# Heinrich von Schmidt

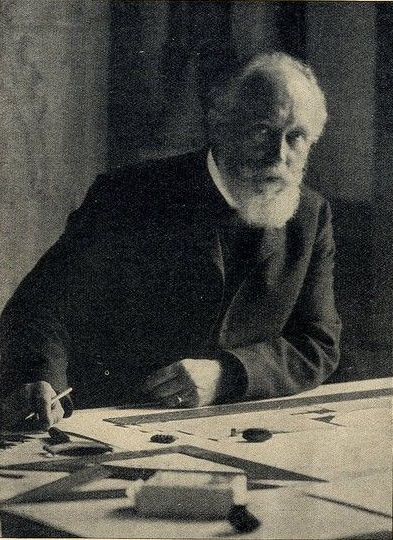
Heinrich von Schmidt (1906)

Heinrich von Schmidt (* 8. März 1850 in Köln; † 4. September 1928 in München) war ein deutscher Architekt und Hochschullehrer. Ab 1883 war er Professor für mittelalterliche Baukunst an der Fakultät für Architektur der Technischen Hochschule München.

## Leben
Von Schmidt legte im Jahr 1869 sein Gymnasial-Abiturientenexamen in Wien ab. Im Anschluss absolvierte er ein Hochschulstudium der Architektur bei Anton Wappler, Carl Wilhelm Christian von Doderer, Heinrich von Ferstel und Karl König in Wien sowie bei Conrad Wilhelm Hase in Hannover. Im Jahr 1873 begann er als Architekt zu arbeiten, als erste selbständige Arbeit restaurierte er von 1876 bis 1879 die Marienkirche in Gelnhausen. Im selben Jahr wurde er Bauleiter an der durch die Franzosen zerstörten gotischen St.-Katharinen-Kirche in Oppenheim, an der er gemeinsam mit seinem Vater wirkte. Die Arbeiten wurden 1889 abgeschlossen. 1879 begannen zudem Restaurierungsarbeiten an der Stiftungskirche in Kaiserslautern und an der Michaelskirche in Oppenheim. Weitere Projekte waren das Enderlin-Denkmal am Friedhof in Mainz, der Neubau der evangelischen Pfarrkirche in Heinsheim in Hessen, der katholischen Pfarrkirche in Veldenz (Mosel) und der evangelischen Pfarrkirchen in Oberhilbersheim und Flonheim in Rheinhessen.
Im Jahr 1883 zog er nach München, um als außerordentlicher Professor den neu gegründeten Lehrstuhl für mittelalterliche Baukunst an der Technischen Hochschule zu übernehmen. Bei einem Architektenwettbewerb im Jahr 1885, den der Münchener Zentralverein für Kirchenbau veranstaltete, wurde er für seinen Entwurf für die Maximilianskirche mit einem Preis ausgezeichnet. Das Projekt sah eine reiche gotische Anlage vor, die jedoch aufgrund der hohen Baukosten nicht realisiert wurde. Von Schmidt legte daraufhin einen neuen Plan in romanischem Stil vor. Weitere Arbeiten folgten, so wurde er Dombaumeister in Worms, Königlich Bayerischer Geheimer Rat, Ehrenbürger von Oppenheim und Passau sowie 1887 in den Kaiserlich Österreichischen Freiherrnstand erhoben. Neben der Tätigkeit als Architekt war er als Mitglied im Preisgericht großer Wettbewerbe, in der Münchener Kommission zur Prüfung der Pläne öffentlicher Bauten, als Kunstrat für die Wiederherstellung des Wormser Domes, in der Kommission zur Begutachtung der Wiederherstellungsarbeiten an der Kathedrale in Metz oder als Gutachter für eine geplante Innenausstattung des Straßburger Münsters beschäftigt.

## Familie
Seine Eltern waren der Kölner Baurat und spätere Wiener Oberbaurat Friedrich von Schmidt, der als Architekt seit 1879 beim Wiederaufbau der Oppenheimer Katharinenkirche mitgewirkt hatte, und dessen Frau Katharina (geborene Mohr, 1827–1910).
Schmidt war seit dem 27. Juli 1876 mit Antonia (geborene Hase, * Hannover 14. Februar 1855, † München 9. Juni 1906) verheiratet, sie war eine Tochter Conrad Wilhelm Hases (Professor für Baukunst an der Technischen Hochschule Hannover sowie Geheimer Regierungs- und Baurat) und dessen Frau Cornelia (geborene Babbnig). Das Paar hatte mehrere Kinder:
- Katharina (1877–1946), die zweimal verheiratet war, zunächst vom 24. Oktober 1901 bis zum 29. Februar 1904 mit dem Historienmaler Heinrich Froitzheim und nach dessen Tod ab dem 10. Mai 1906 mit Ludwig Paffendorf, einem Architekten aus Köln.
- Arnold Freiherr von Schmidt (1879–1947), ⚭ 17. Juni 1909 mit Hedwig (geborene Diesel, * 1885). Diese war die Tochter des Erfinders und Motorenkonstrukteurs Rudolf Diesel aus Hannover und dessen Frau Martha (geborene Flasche).
- Friedrich Wilhelm Freiherr von Schmidt (1884–1918), ein Architekt.
- Rudolf Freiherr von Schmidt (1885–1899).

## Bauten und Entwürfe
- 1876–1879: Wiederherstellung der Marienkirche in Gelnhausen
- 1879–1889: Wiederherstellung der Katharinenkirche in Oppenheim (zusammen mit seinem Vater Friedrich von Schmidt)[3]
- 1882–1885: evangelische Pfarrkirche in Flonheim
- 1883–1884: evangelische Kirche in Ober-Hilbersheim[4]
- 1884–1901: katholische Pfarrkirche St. Maximilian in München
- 1885–1886: evangelische Pfarrkirche in Nieder-Saulheim[5]
- 1886: evangelische Kirche mit neugotischer Bruchsteinhalle in Friesenheim (Rheinhessen)
- 1887: Ausgestaltung des Passauer Rathauses
- 1889–1892: katholische Pfarrkirche St. Vitus in Tittling
- Ausbau der Westfassade des Doms St. Stephan in Passau
- 1887: Renovierung von Chor und Sakristei der Simultankirche Bechtolsheim
- 1887–1888: evangelische Kirche mit neugotischem Bruchsteinsaal in Ober-Flörsheim
- 1887–1888: evangelische Kirche (sogenannter Selztaldom) in Großwinternheim[6]
- 1887–1888: evangelische Kirche in Bodenheim
- 1887–1892: katholische Marienkirche in Kaiserslautern
- 1892–1894: evangelische Johanneskirche in Darmstadt
- 1893–1895: katholische Herz-Jesu-Kirche am Zülpicher Platz in Köln (nach einem Entwurf seines 1891 bereits verstorbenen Vaters Friedrich von Schmidt)[7]
- 1896–1898: Restaurierung der evangelischen Stiftskirche in Landau in der Pfalz
- 1908: Turm und Portalvorbau der Liebfrauenkirche in Laeken bei Brüssel (ältere Bauabschnitte nach Entwurf von Joseph Poelaert), sieh Bild

- 1911: Neuer Turm für das Alte Passauer Rathaus